# Meduno
Meduno (friuli nyelven Midun) település Olaszországban, Friuli-Venezia Giulia régióban, Pordenone megyében. Lakosainak száma 1500 fő (2023. január 1.). Meduno Frisanco, Tramonti di Sopra, Travesio, Cavasso Nuovo, Sequals és Tramonti di Sotto községekkel határos.

## Népesség
A település lakossága az elmúlt években az alábbi módon változott:
| Lakosok száma | 1561 | 1541 | 1500 |
|               | 2017 | 2018 | 2023 |